# Sumpkrämskinn
Sumpkrämskinn (Hypochnicium geogenium) är en svampart som först beskrevs av Giacopo Bresàdola, och fick sitt nu gällande namn av J. Erikss. 1958. Sumpkrämskinn ingår i släktet Hypochnicium och familjen Meruliaceae.  Arten är reproducerande i Sverige. Inga underarter finns listade i Catalogue of Life.